# Borsippa

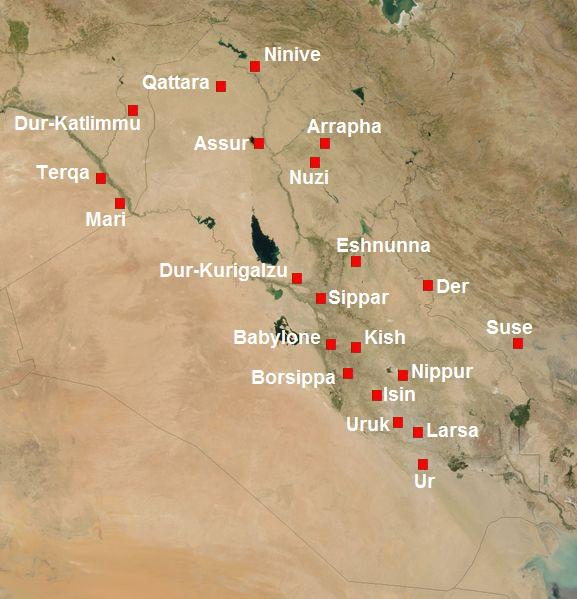
Localització de Borsippa a Mesopotàmia

Borsippa fou una ciutat estat de Mesopotàmia (Sumeri: BAD.SI.(A).AB.BAKI; Accadià: Barsip i Til-Barsip) als dos costats d'un llac de 17,7 km al sud-oest de Babilònia a la riba oriental de l'Eufrates, avui a la governació de Babil a l'Iraq, portant el nom de Birs Nimrud. El ziggurat, la "Torre de les Llengües," un dels més importants subsistents, és identificat al Talmud i pels àrabs com la torre de Babel. La deïtat local fou Nabu (anomenat "fill del babiloni Marduk")
Borsippa va passar a Babilònia vers el segle xviii aC i apareix esmentada després sempre com a dependent d'aquesta ciutat. El temple de Borsippa fou destruït el 484 aC durant la repressió d'una revolta contra els aquemènides. S'esmenta durant el domini grec i romà de Mesopotàmia. Els seus déus tutelars foren Apol·lo i Diana. A la ciutat es va desenvolupar la secta dels borsippens, astrònoms caldeus. Justí diu que Alexandre el Gran, al seu retorn de l'Índia, fou advertit pels mags de no entrar a Babilònia i llavors es va dirigir a Borsippa que era gairebé despoblada.

## Arqueologia
Les primeres excavacions es van fer el 1854 per Henry Creswicke Rawlinson. Entre 1879 i 1881 les va excavar Hormuzd Rassam pel Museu Britànic; el 1902, Robert Koldewey. Modernament (1980 a 2002) hi va treballar ubn equip austríac de la Leopold-Franzens-Universität Innsbruck dirigit per Helga Piesl-Trenkwalder i Wilfred Allinger-Csollich. S'han trobat nombrosos objectes i tauletes que estan sent publicades.